# Hamburg-Lemsahl-Mellingstedt

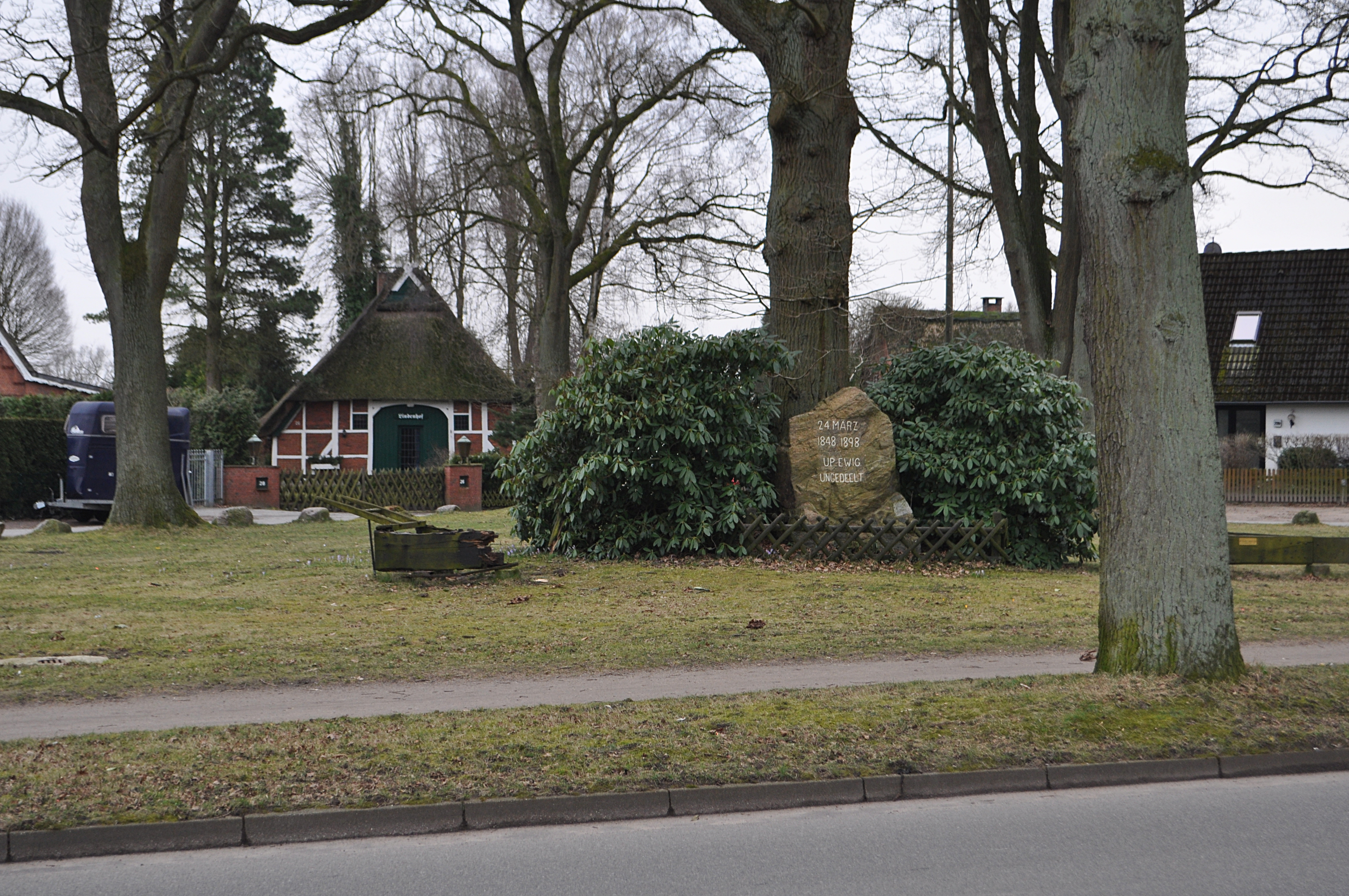
Der Dorfkern von Lemsahl

Lemsahl-Mellingstedt (Anhörenⓘ) ist ein Stadtteil der Freien und Hansestadt Hamburg im Bezirk Wandsbek; für die Wahl zur Hamburgischen Bürgerschaft und der Bezirksversammlung gehört Lemsahl-Mellingstedt zum Wahlkreis Alstertal – Walddörfer. Es ist eines der Walddörfer.

## Name
Lemsahl, in alten Karten auch „Lehmsal“ geschrieben, geht zurück auf die Bezeichnung für ein lehmiges Sahl oder Soll, ein abflussloses Wasserloch. Konkret handelte es sich hier um ehemalige Ziegeleikuhlen, die sich nach und nach mit Wasser füllten. Der Name „Mellingstedt“ verweist auf eine sächsische Siedlung, dessen Gründer Madling oder Melling hieß.

## Geschichte
Bereits in der Steinzeit und Bronzezeit wurde auf dem Gebiet Lemsahl-Mellingstedts gesiedelt, worauf die Grabhügel im Randgebiet des Wittmoors hinweisen. 1271 wurden Lemsahl und Mellingstedt erstmals urkundlich erwähnt. Ein Hamburger Bürger stiftete Einkünfte aus mehreren Dörfern für eine Vikarie am Hamburger Mariendom, darunter Einkünfte aus „Mellinghestede und Lemsole“. Vier Jahre später verkauften die Gebrüder von Heynbroke an das Harvestehuder Kloster in Mellingstedt eine Hufe und bestätigten 1276 den von den Gebrüdern von Haghen „ebendaselbst geschehenen Verkauf von zwei Hufen“ an dasselbe Kloster. 1271 besaß das Hamburger Domkapitel in Mellingstedt zwei Hufen.
Seit dem 15. Jahrhundert gehörten die beiden Siedlungen zum alten landesherrlichen Amt Tremsbüttel. Ab 1693 kamen Lemsahl und Mellingstedt wirtschaftlich zum neu gebildeten Kanzleigut Tangstedt, in dem bis in das Jahr 1848 Frondienste geleistet werden mussten. Häufige und heftige Streitigkeiten zwischen den Bauern und den Besitzern von Gut Tangstedt um die weitere Erbringung von Hand- und Spanndiensten, den Frondiensten, zogen sich bis 1876 hin. Seit 1876 mussten die Besitzer vom Gut Tangstedt dann endgültig auf sämtliche Hand- und Spanndienste verzichten.
Seit 1780 hat Lemsahl-Mellingstedt eine Grundschule im Redderbarg, die 2005 ihr 225-jähriges Bestehen feierte. Mit 405 Schülern und 24 Lehrern (Juni 2005) ist die Grundschule Lemsahl-Mellingstedt eine der größten Grundschulen der Walddörfer und Hamburgs insgesamt.
Die mit der Trilluper Hufe verbundene Ziegelei und Töpferei hatte in der zweiten Hälfte des 19. Jahrhunderts große Bedeutung. Nach dem großen Hamburger Brand von 1842 wurden viele Gebäude mit den gelben Trilluper Ziegeln wiederaufgebaut.
Das bisher dänische Herzogtum Holstein wurde 1864 nach Ende des Deutsch-Dänischen Krieges unter österreichische Verwaltung gestellt und 1867 nach dem preußisch-österreichischen Krieg an Preußen angeschlossen. Die Dörfer Lemsahl und Mellingstedt wurden dem Kreis Stormarn innerhalb der preußischen Provinz Schleswig-Holstein(-Lauenburg) zugeteilt. Lemsahl und Mellingstedt bilden seitdem eine Dorfgemeinde. Neun Jahre später wurden Lemsahl und Mellingstedt unabhängig von der Gutsherrschaft Tangstedt und im August 1876 freie Gemeinden, 1889 wurde die Gemeinde zum Amtsbezirk Tangstedt im preußischen Kreis Stormarn zugeordnet und schließlich 1937 im Rahmen des Groß-Hamburg-Gesetzes an Hamburg angeschlossen. Die alten Dorfstrukturen sind noch heute erkennbar. Die Hofstelle auf dem hohen Alsterufer entwickelte sich zum Gutshof Treudelberg. Heinrich Dreckmann, der den Habichtshof in Barmbek-Nord bewirtschaftete, erwarb den Hof 1909 vom Vorbesitzer Eduard Henneberg 1909 und übertrug die Bewirtschaftung und 1912 auch das Eigentum an seinen ältesten Sohn Hans Dreckmann. Heute werden die Gebäude und die Felder des Hofes als Hotel und Golfplatz genutzt.
Nahe der Grundschule Redderbarg ist ein Ehrenmal zum Gedenken an die Opfer des 1. und 2. Weltkrieges, die von Lemsahl-Mellingstedt auszogen.

## Politik
Bei den Wahlen zur Bürgerschaft und zur Bezirksversammlung Wandsbek gehört Lemsahl-Mellingstedt zum Wahlkreis Alstertal – Walddörfer.

### Wahlergebnisse
|                             | CDU    | SPD    | Grüne1) | AfD    | Linke2) | FDP    | Übrige   |
| Bürgerschaftswahl 2025      | 39,9 % | 32,4 % | 12,3 %  | 05,7 % | 03,4 %  | 02,5 % | 03,8 %   |
| Bürgerschaftswahl 2020      | 17,6 % | 41,9 % | 20,6 %  | 05,5 % | 03,5 %  | 07,9 % | 05,0 %   |
| Bürgerschaftswahl 2015      | 23,1 % | 44,9 % | 09,2 %  | 05,9 % | 03,2 %  | 12,0 % | 01,7 %   |
| Bürgerschaftswahl 2011      | 29,4 % | 45,7 % | 08,6 %  | –      | 01,3 %  | 11,3 % | 03,7 %   |
| Bürgerschaftswahl 2008      | 56,5 % | 24,3 % | 09,1 %  | –      | 02,2 %  | 06,4 % | 01,5 %   |
| Bürgerschaftswahl 2004      | 60,5 % | 23,0 % | 10,3 %  | –      | –       | 03,2 % | 03,0 %   |
| Bürgerschaftswahl 2001      | 34,7 % | 30,9 % | 07,0 %  | –      | 00,0 %  | 09,6 % | 17,8 %3) |
| Bürgerschaftswahl 1997      | 41,0 % | 27,8 % | 13,5 %  | –      | 00,0 %  | 04,9 % | 12,8 %4) |
| Bürgerschaftswahl 1993      | 33,6 % | 30,0 % | 14,1 %  | –      | –       | 06,5 % | 15,8 %5) |
| Bürgerschaftswahl 1991      | 46,7 % | 35,4 % | 06,7 %  | –      | 00,2 %  | 09,4 % | 01,6 %   |
| Bürgerschaftswahl 1987      | 50,2 % | 31,2 % | 06,0 %  | –      | –       | 12,2 % | 00,4 %   |
| Bürgerschaftswahl 1986      | 54,5 % | 27,2 % | 09,4 %  | –      | –       | 08,3 % | 00,6 %   |
| Bürgerschaftswahl Dez. 1982 | 50,2 % | 34,5 % | 07,0 %  | –      | –       | 08,0 % | 00,3 %   |
| Bürgerschaftswahl Juni 1982 | 56,4 % | 29,2 % | 06,9 %  | –      | –       | 06,8 % | 00,7 %   |
| Bürgerschaftswahl 1978      | 52,4 % | 35,8 % | 02,5 %  | –      | –       | 07,0 % | 02,3 %   |
| Bürgerschaftswahl 1974      | 52,8 % | 31,8 % | –       | –      | –       | 12,9 % | 02,5 %   |
| Bürgerschaftswahl 1970      | 39,7 % | 43,9 % | –       | –      | –       | 11,9 % | 04,5 %   |
| Bürgerschaftswahl 1966      | 37,2 % | 49,1 % | –       | –      | –       | 08,3 % | 05,4 %6) |

1) 1978 als Bunte Liste – Wehrt Euch, 1982 bis 2011 als Grüne/GAL.

2) 1991 und 1997 als PDS/Linke Liste, 2001 als PDS.

3) Darunter 16,7 % für die Schill-Partei.

4) Darunter 6,1 % für die Statt Partei.

5) Darunter 8,8 % für die Statt Partei.

6) Darunter 5,1 % für die NPD
Bei der Bezirksversammlungswahl gehört der Stadtteil zum Wahlkreis Lemsahl-Mellingstedt, Duvenstedt, Wohldorf-Ohlstedt, Bergstedt, Volksdorf. Bei Bundestagswahlen zählt Lemsahl-Mellingstedt zum Bundestagswahlkreis Hamburg-Nord.

## Statistik
- Anteil der unter 18-Jährigen: 20,5 % [Hamburger Durchschnitt: 16,8 % (2023)][3]
- Anteil der Haushalte mit Kindern: 27,0 % [Hamburger Durchschnitt: 17,8 % (2023)][3]
- Anteil der über 64-Jährigen: 23,2 % [Hamburger Durchschnitt: 17,8 % (2023)][3]
- Ausländeranteil: 6,3 % [Hamburger Durchschnitt: 20,7 % (2023)][3]
- Anteil von Leistungsempfängern nach SGB II: 2,1 % [Hamburger Durchschnitt: 10,0 % (2023)][3]
- Arbeitslosenquote: 2,2 % [Hamburger Durchschnitt: 6,2 % (2023)][3]

Lemsahl-Mellingstedt zählt zu den wohlhabenden Hamburger Stadtteilen. Die durchschnittlichen jährlichen Einkünfte pro Steuerpflichtigen betrugen hier im Jahre 2020 etwa 89.864 Euro und sind deutlich höher als der Hamburger Durchschnitt (48.035 Euro).

### Einwohnerentwicklung
- 1937: 950
- 1998: 7.018
- 2003: 6.956
- 2008: 6.479
- 2013: 6.540
- 2015: 6.618
- 2016: 6.917
- 2023: 7.029[3]

## Religion
Die evangelisch-lutherische Kirchengemeinde Lemsahl-Mellingstedt wurde 1962 aus der Kirchengemeinde Bergstedt ausgegliedert. Die 1959/60 im alten Dorfkern von Lemsahl errichtete Jubilatekirche, ein Gemeindezentrum mit Kirchsaal, wurde 1972/73 erweitert (Architektin: Brigitte Eckert von Holst) und erhielt 1981 einen freistehenden Glockenträger. Im Januar 2022 fusionierte die Kirchengemeinde Lemsahl-Mellingstedt mit den Gemeinden, Wohldorf-Ohlstedt und Bergstedt zur Gemeinde „Evangelisch-Lutherische Kirche Oberalster-Bergstedt“.

## Bürgeraktivitäten
Das „Haus Trillup“ im Sarenweg ist eine Einrichtung der Behindertenhilfe Hamburg BHH für Menschen mit geistiger Behinderung. 40 Frauen und Männer leben in sechs betreuten Wohnungen. Die überwiegende Zahl der Bewohner geht einer Arbeit in einer Werkstatt nach. Das Haupthaus wurde um 1895 als „Herrenhaus Trillup“ erbaut.
In Lemsahl-Mellingstedt gibt es außerdem das Childrens International Summer Villages (CISV) im Sarenweg und das Jugendhaus Lemsahl, genannt JULE°, des CVJM Oberalster an der Lemsahler Landstraße.
Zudem ist der „Heimatbund Lemsahl-Mellingstedt“ mit 732 Mitgliedern (2007) Hamburgs zweitgrößter Bürgerverein, der 2004 sein 40-jähriges Bestehen gefeiert hat. Daneben ist die Freiwillige Feuerwehr Lemsahl-Mellingstedt von 1890 und der Lemsahler Sportverein aktiv an der Gestaltung des Gemeindelebens beteiligt.

## Kultur und Sehenswürdigkeiten
In Lemsahl-Mellingstedt befinden sich der Grabhügel der Stein- und Bronzezeit am Rand des Wittmoors sowie ein Gedenkstein zur Erinnerung an das KZ Wittmoor, das von März bis Oktober 1933 als erstes Hamburger Konzentrationslager bestand.
Außerdem ist das Wittmoor als Naturdenkmal anzusehen. Es handelt sich dabei um ein Hochmoor und wurde früher zur Torfgewinnung genutzt. Jetzt ist es Naturschutzgebiet. Auf dem Damm der alten Lorenbahn führt ein Wanderweg durch das renaturierte und aufgestaute Hochmoor.

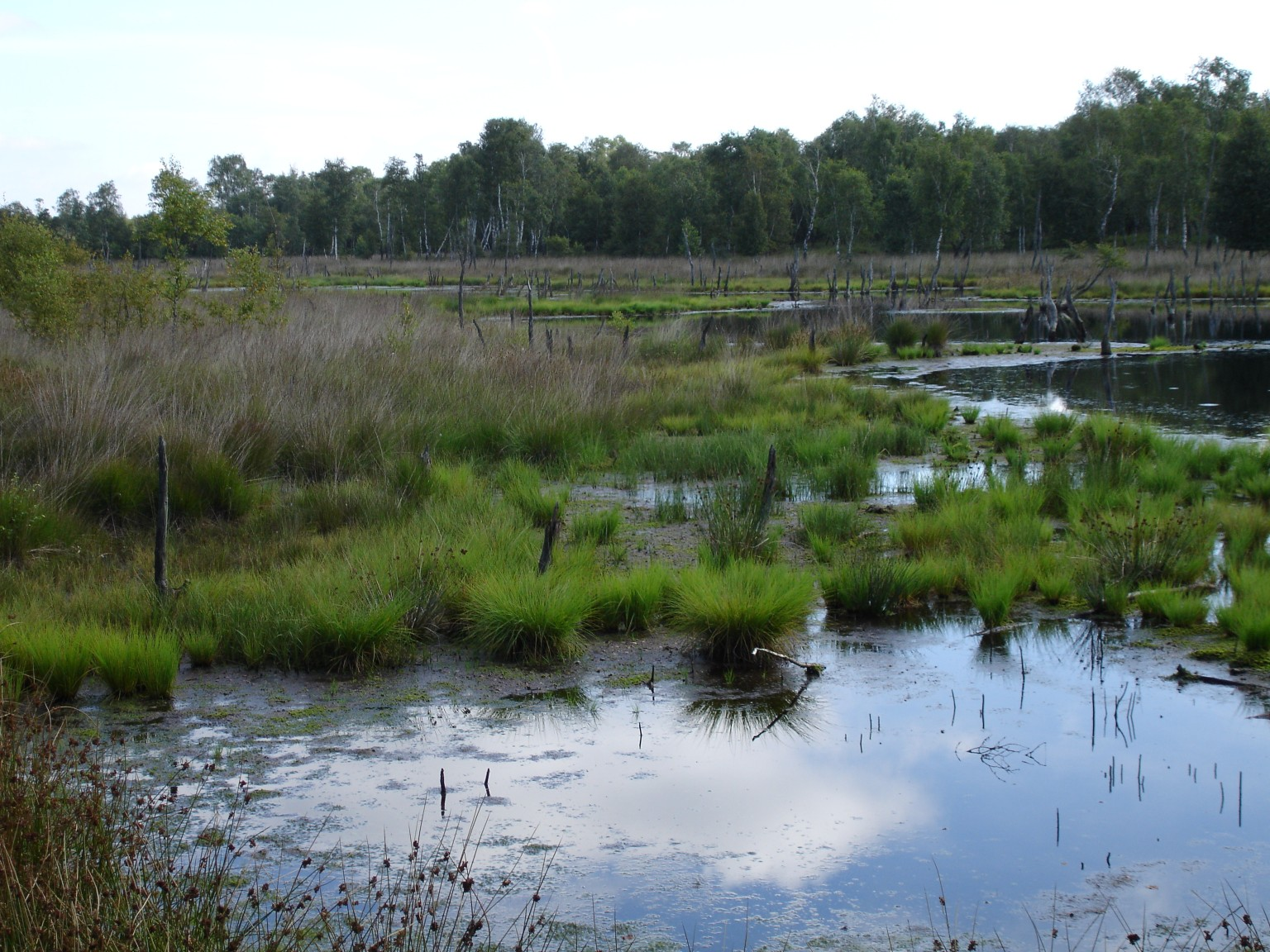
Wittmoor im Sommer
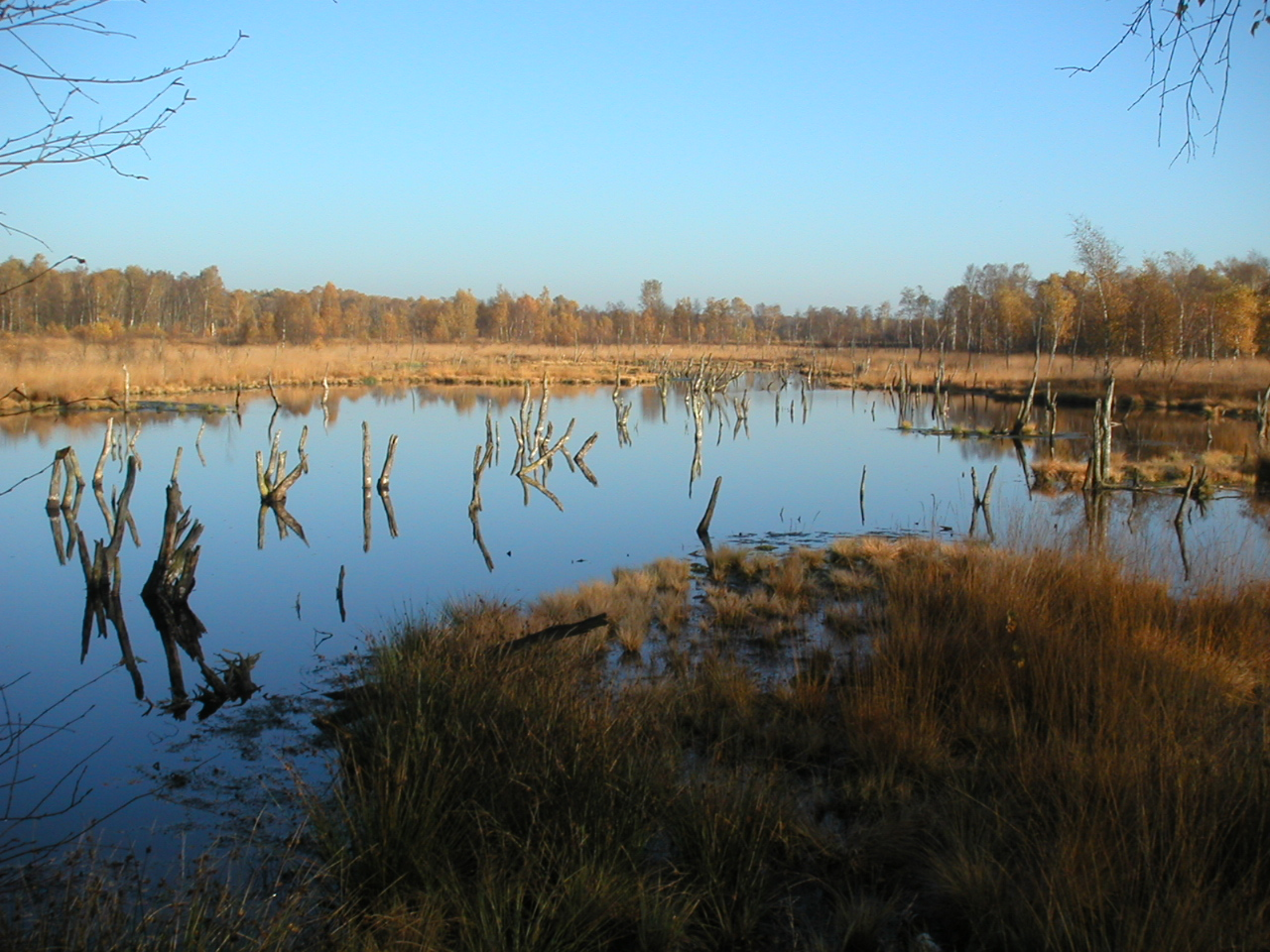
Wittmoor im Herbst
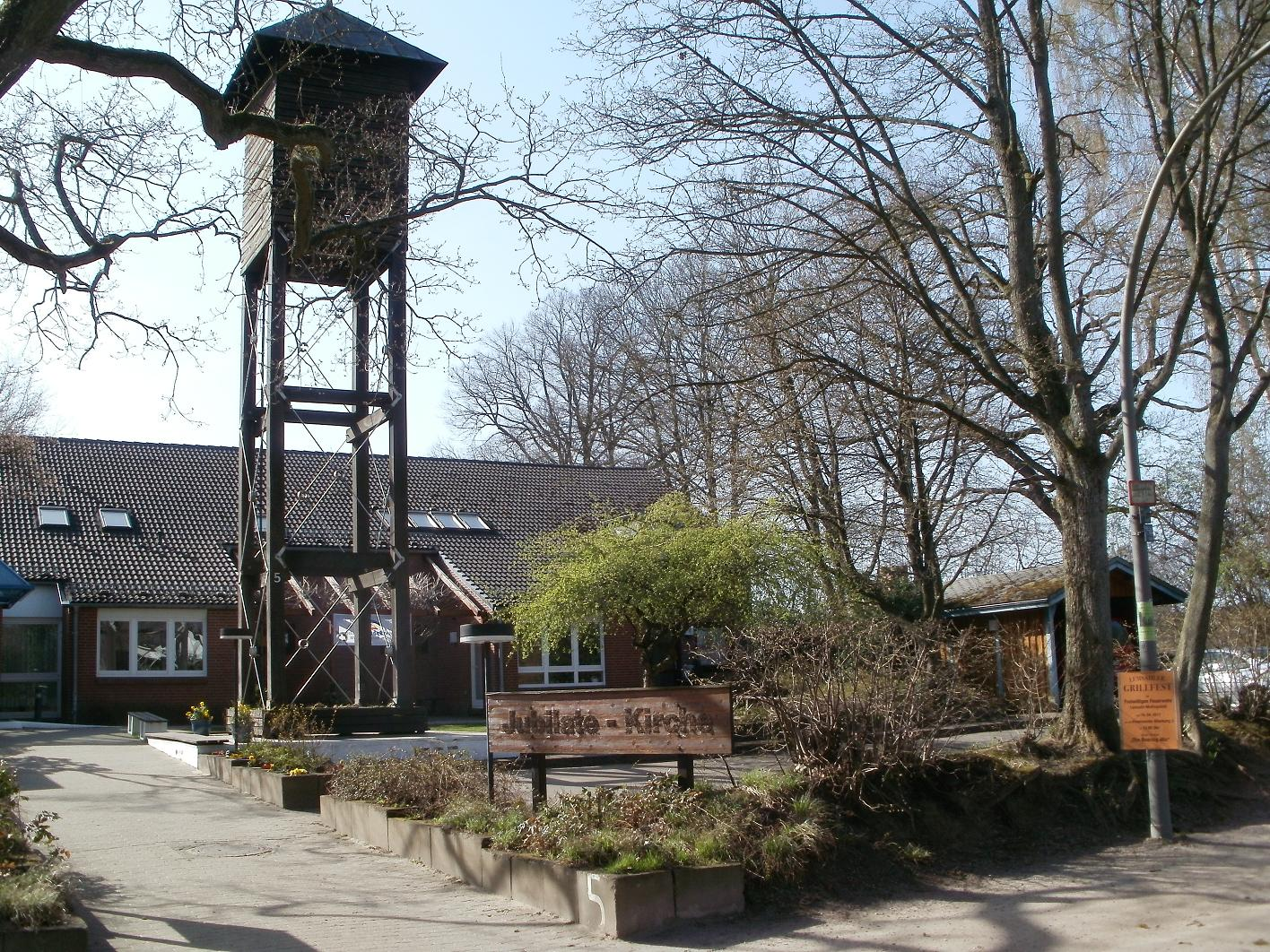
Jubilate-Kirche Lemsahl
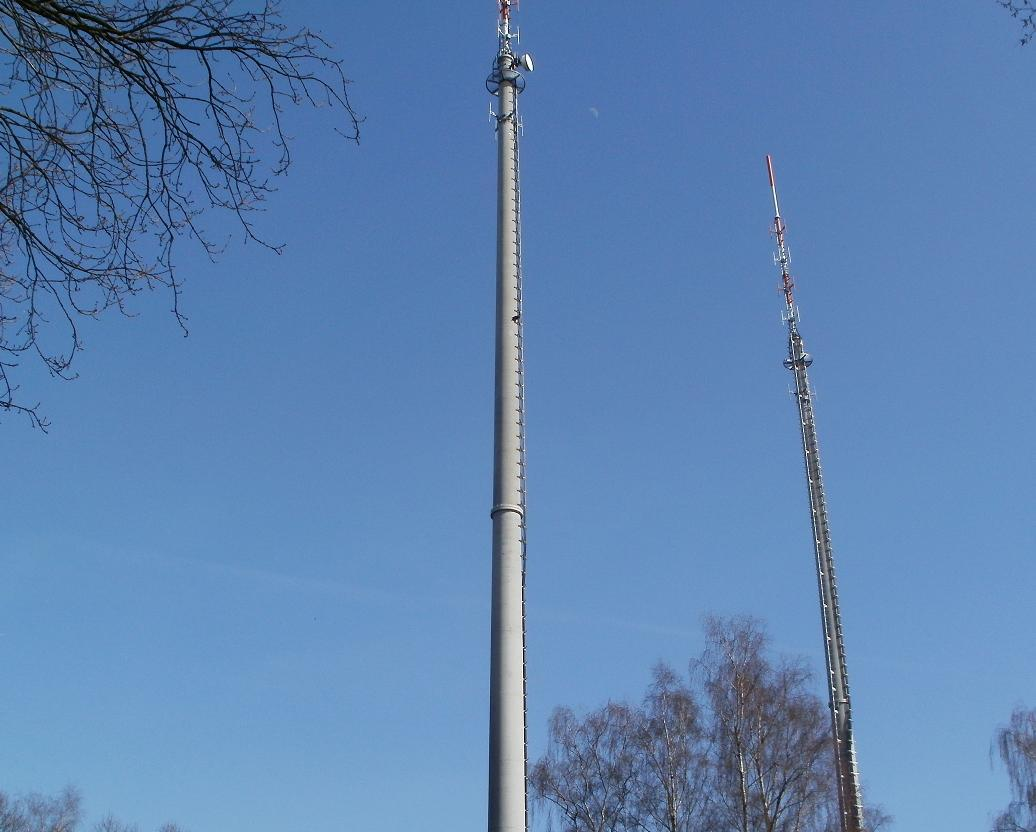
Masten Flugsicherung Lemsahl
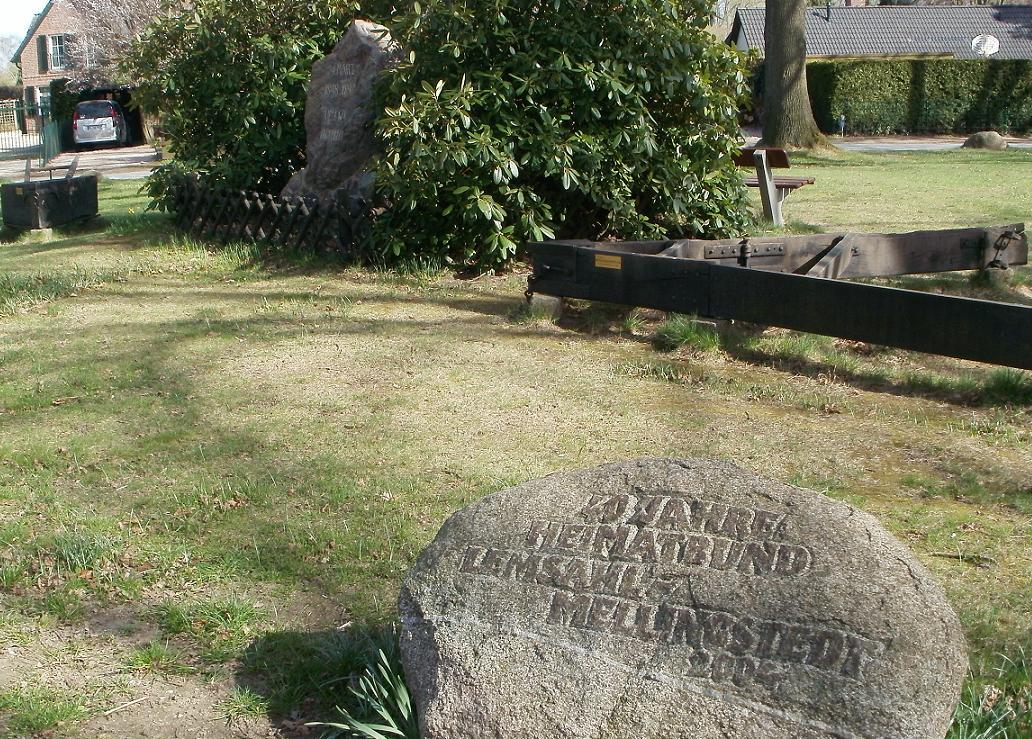
Lemsahler Dorfplatz

## Sport
Der Lemsahler Sportverein von 1967 e. V., der „LSV“, hatte sein Gelände und Vereinshaus zunächst zwischen Huulkamp und Fiersbarg. 2004 wurde die neue Sportanlage am Eichelhäherkamp mit Sporthalle, Plätzen und Vereinshaus eröffnet. Fußball kann auf zwei Plätzen (seit 2015 ein Kunstrasen- und ein kleiner, bzw. 7er Naturrasenplatz), Tennis auf vier Sandplätzen, Bouleanlage mit vier Bahnen gespielt werden. Außerdem gibt es die Möglichkeit zum Jazz-Dance in der Grundschule Redderbarg und es existiert der „Golf & Country Club Hamburg-Treudelberg e. V.“.

## Verkehr
Lemsahl-Mellingstedt ist mit den Buslinien 176, 276 und 476 des Hamburger Verkehrsverbunds an das öffentliche Hamburger Verkehrsnetz angebunden. 1960 plante Hamburg, die S-Bahn von Poppenbüttel nach Lemsahl-Mellingstedt zu verlängern. Diese Planung wurde 1973 im Flächennutzungsplan ersetzt durch die Idee einer Verlängerung der S-Bahn nach Bergstedt, da die geplanten Bauverdichtungen in Lemsahl-Mellingstedt zurückgenommen wurden. Auch diese Planungen wurden storniert.

## Persönlichkeiten
- Klaus Koch (1926–2019), deutscher evangelischer Theologe
- Hans-Hermann Hartwich (1928–2018), deutscher Politikwissenschaftler
- Alfons Pawelczyk (* 1933), ehem. Bundestagsabgeordneter, Bürgerschaftsabgeordneter und Hamburger Senator (SPD)
- Karl-Joachim Dreyer (* 1942), Hamburger Bankmanager und von 2002 bis 2008 Präses der Handelskammer Hamburg
- Volker Lange (* 1943), ehem. Bürgerschaftsabgeordneter und Hamburger Senator (SPD)
- Karen Duve (* 1961), Schriftstellerin
- Eva Habermann (* 1976), Schauspielerin
- Charlotte Richter-Peill (* 1969), Schriftstellerin
- Alexander-Martin Sardina (* 1973), ehem. Bürgerschaftsabgeordneter (CDU)
- Christiane Krüger (* 1945), Schauspielerin
- Judith Rakers (* 1976), Moderatorin und Nachrichtensprecherin
- Henning Finck (* 1975), ehem. Bürgerschaftsabgeordneter (CDU)
- Patrick Bach (* 1968), Schauspieler
- Michael Freytag (* 1958), ehem. Hamburger Senator (CDU)
- Alexander Zverev (* 1997), Tennisprofi